# NVIS
Near Vertical Incidence Skywave (NVIS) er en radioudbredelsesform på kortbølger via ionosfæren, som kan give radioforbindelse på "korte" afstande (ca. 300–500 km) uden mulighed for skip-zone ("død zone").
Princippet er at frekvensen er så lav at elektronlaget i ionosfæren kan reflektere indfaldende stråling lige ned. Derfor anvendes frekvenser under 10 MHz. Som radioantenne kan man fx anvende en horisontal lavt hængende dipolantenne.